# Nao (robot)

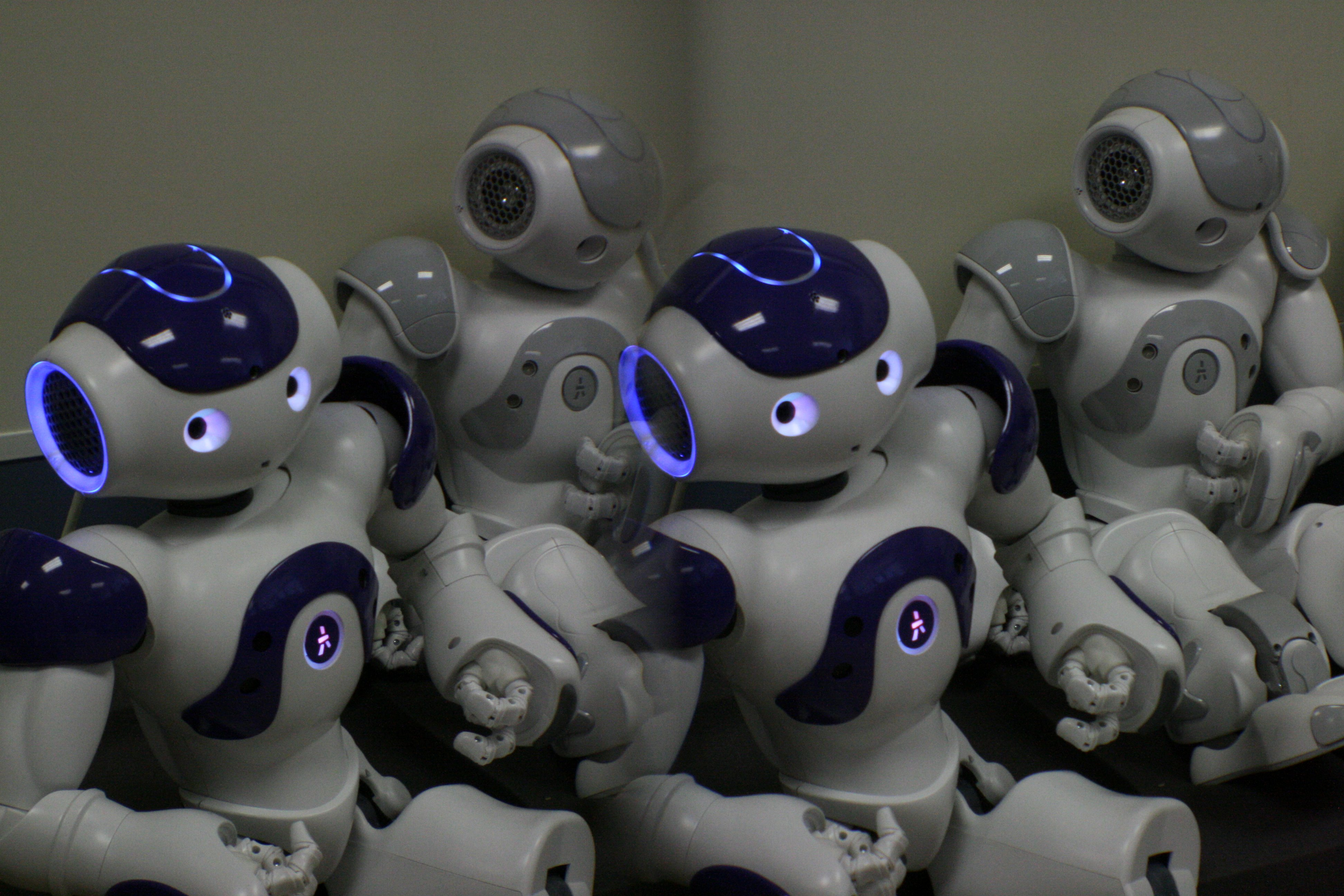
Dimostrazione di robot Nao all'Universidad Jaime I, in Spagna, nel 2011

Nao è un robot umanoide di taglia media, autonomo e programmabile, sviluppato dalla Aldebaran Robotics, società francese di tecnologia, con quartier generale a Parigi. 
Il progetto fu lanciato nel 2004. Nell'agosto 2007, Nao sostituì Aibo, il cane robot della Sony, nell'impiego nella Standard Platform League (SPL) delle competizioni internazionali RoboCup (Robot Soccer World Cup).
Nao è stato usato durante RoboCup 2008 e 2009, e nella versione NaoV3R è stato scelto come piattaforma standard di RoboCup 2010.
Nel 2013, Aldebaran è stata acquisita dalla giapponese SoftBank Mobile, per 100 M$ USA.

## Storia
Nao è stato presentato per la prima volta al pubblico alla fine del 2006. Il 15 agosto 2007 ha rimpiazzato Aibo, il cane robot della Sony come piattaforma standard della RoboCup, manifestazione annuale che si presenta come la Coppa del mondo della robotica.
A fine 2008, è stata lanciata la Nao Academics Edition, destinata al mercato della ricerca e dell'insegnamento sulla robotica, per le università e le imprese.
A metà 2009, un primo beta-test ha permesso a una trentina di persone di testare la versione V3+.
Il 21 giugno 2010, si tiene una dimostrazione all'esposizione universale di Shanghai.
In ottobre 2010, l'Università di Tokyo ha annunciato l'acquisizione di trenta robot Nao per i suoi laboratori di ricerca.
Il 15 dicembre 2010, viene lanciato il Nao Developer Program, che ha lo scopo di reclutare circa 200 sviluppatori di talento per implementare comportamenti per il robot.
Nel 2012 la commercializzazione di Nao comincerà a orientarsi verso il grande pubblico, attraverso i canali della grande distribuzione.

## Versioni

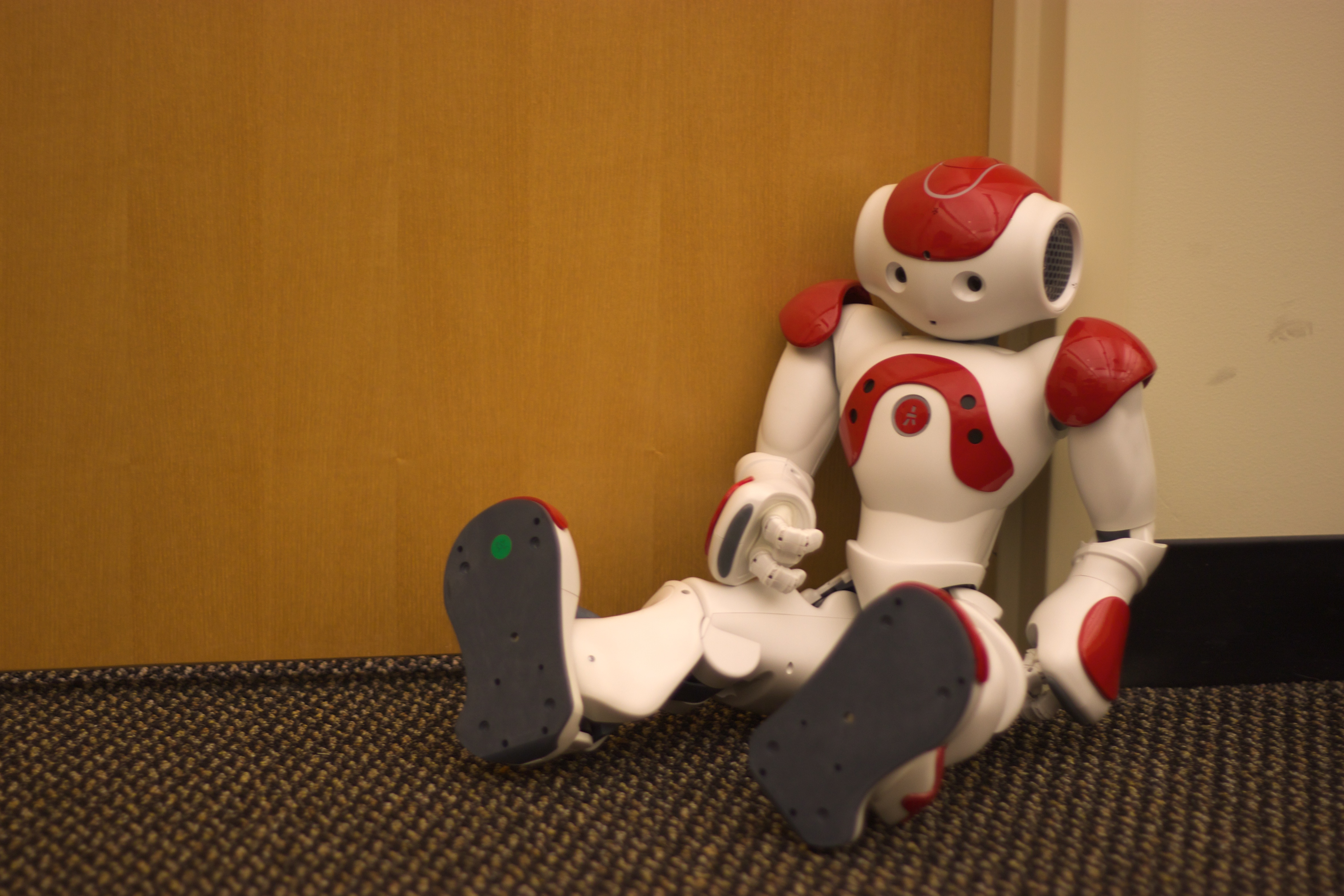
Un robot Nao al Georgia Institute of Technology, durante lo sviluppo in preparazione della RoboCup

### Prototipi
Al 2011 sono stati sviluppati sei prototipi: 
- da gennaio 2005 a marzo 2006: AL-01, AL-02 et AL-03
- da settembre 2005 a luglio 2006: AL-04
- da giugno 2006 a giugno 2007: AL-05.a
- da maggio 2007 a dicembre 2007: AL-05.b

### Versioni stabili
A fine marzo 2008, una prima versione consolidata è stata distribuita ai partecipanti della RoboCup: la Nao RoboCup Edition (chiamata anche V2).
Nao V3 è stato reso disponibile per l'edizione 2009 di RoboCup, e anche per le università. Questa versione ha risolto alcuni problemi di affidabilità rilevati durante la RoboCup, installando anche delle nuove mani robotiche già funzionali, costituite, di fatto, da pinze a 3 dita.
A metà 2009, vi è la versione V3+, disponibile anche per laboratori e università.
La versione per il grande pubblico è prevista per il 2012.
A fine 2010, la versione V3.3 è distribuita per il Nao Developer Program. Questa versione dispone di braccia allungate e di una nuova testa con un miglior raffreddamento e con una chiave USB accessibile senza dover smontare.
A dicembre 2011 è prevista l'uscita di Nao Next Gen, con nuovi motori più potenti, un computer di bordo basato su processore ATOM, videocamere HD per riprendere immagini e scattare foto ad alta definizione, e migliori capacità interattive: riconoscimento vocale e gestuale.

## Caratteristiche tecniche
Nao dispone di 21 gradi di libertà nella versione RoboCup, priva di mani prensili, e 25 nella versione Academics.
È equipaggiato con una centrale inerziale a cinque assi, dei sensori di prossimità a ultrasuoni rivolti in direzioni diverse e dei sensori di pressione sotto i piedi.
Dispone anche di un sistema multimediale evoluto (4 microfoni, due altoparlanti, due videocamere CMOS) per la sintesi vocale, la localizzazione nello spazio, e per il riconoscimento facciale e per l'object recognition.
Da notare che le due videocamere non sono per una visione stereoscopica, dal momento che una è rivolta guarda di fronte mentre l'altra guarda in direzione dei piedi.
Possiede anche dei sensori di interazione come tre zone tattili al di sopra della testa, due LED infrarossi e due sensori di contatto respingenti nella parte anteriore dei piedi.

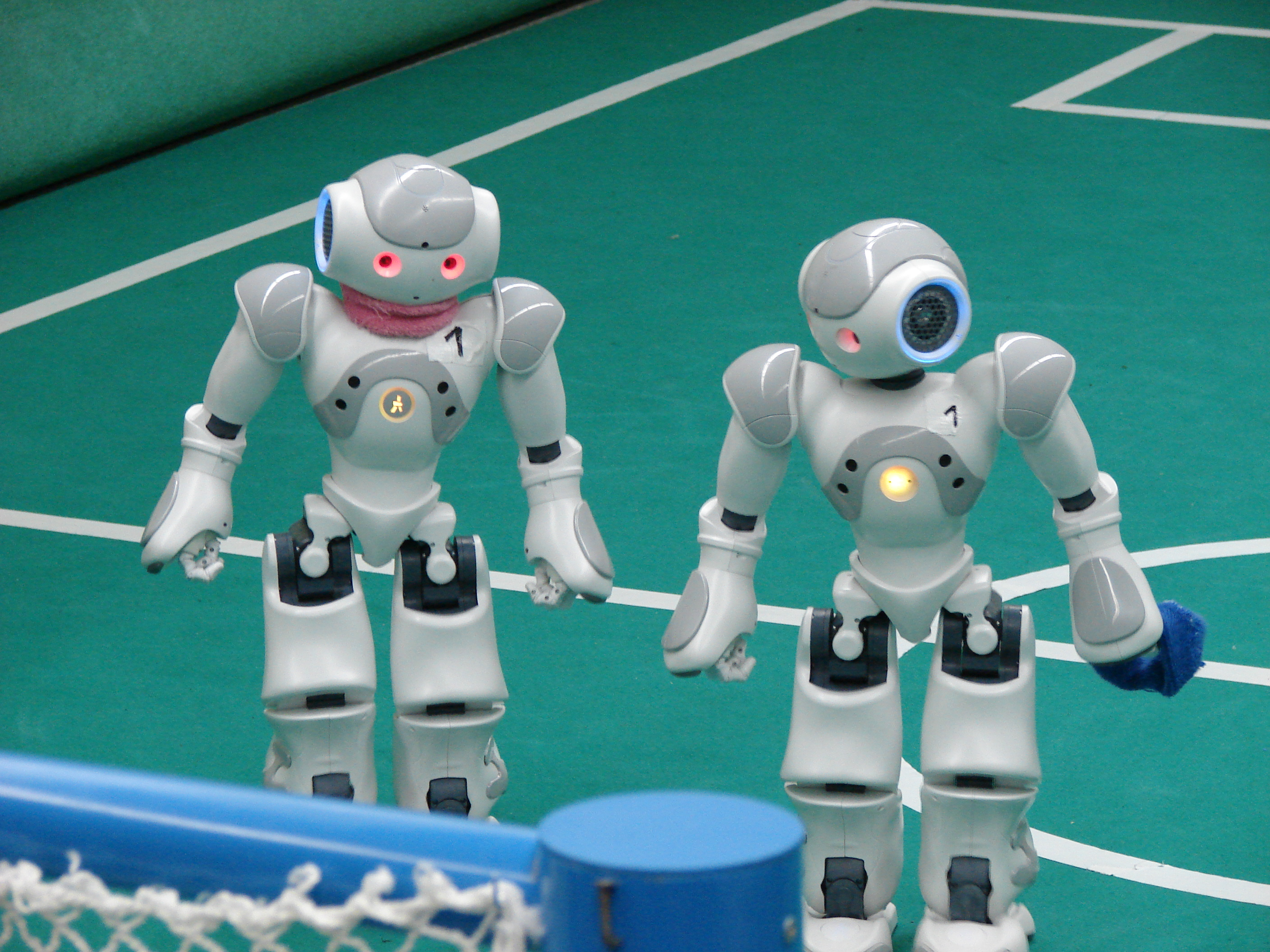
Il team Nao della Hochschule für Technik, Wirtschaft und Kultur Leipzig a RoboCup

Distribuito con un software di programmazione e di manipolazione (Choregraphe), specificamente sviluppato per lui, Nao è compatibile con Microsoft Robotics Developer Studio, Cyberbotics Webots e Gostai Studio.
Dispone di un'autonomia energetica di quattro ore.
| Caratteristiche tecniche      | Caratteristiche tecniche                                             |
| ----------------------------- | -------------------------------------------------------------------- |
| Altezza                       | 58 cm                                                                |
| Peso                          | 4,3 kg                                                               |
| Autonomia                     | 90 min.                                                              |
| Gradi di libertà              | da 21 a 25                                                           |
| Microprocessore               | x86 AMD GEODE a 500 MHz. ATOM 1, a 1,6 GHz a partire da Nao Next Gen |
| Sistema operativo integrato   | Linux                                                                |
| Sistemi operativi compatibili | Mac OS, Linux, Windows                                               |
| Linguaggi di programmazione   | C++, Python, Urbi, Microsoft .NET                                    |
| Connettività                  | Ethernet, Wi-Fi                                                      |

## Uso
La gamma delle possibili utilizzazioni è molto vasta, dipendendo dalla sua programmabilità: tra gli usi immaginabili vi è quello di robot di compagnia, compagno di giochi, assistenza ai malati, oggetto interattivo, ecc.